# Le Mans Series 2006
Die Le Mans Series Saison 2006 war die dritte Langstreckenmeisterschaft des ACOs. Sie wurde über fünf Rennen in der Zeit vom 9. April 2006 bis zum 24. September 2006 ausgetragen. Neben den vier europäischen Läufen wurde ein 1000-Kilometer-Rennen in der Türkei ausgetragen. Die Meisterschaft gewannen nach 2005 zum zweiten Mal Jean-Christophe Boullion und Emmanuel Collard. Der Teamtitel ging wie im Vorjahr an Pescarolo Sport.

## Änderungen 2006

### Name
Im November 2005 wurde seitens des ACO bekannt gegeben, dass sich die Serie von Le Mans Endurance Series in Le Mans Series umbenennt. Laut ACO-Präsident Jean-Claude Plassart, Patrick Peter und Stéphane Ratel war die unhandliche Abkürzung LMES der Hauptgrund für die Namensänderung. Außerdem wollte sie eine Brücke zur American Le Mans Series schlagen, die in Europa eher unter der Abkürzung ALMS bekannt ist.

### Regelwerk
Neben kleineren aerodynamischen Regelanpassungen wurde 2006 erstmals die maximale Cockpittemperatur für geschlossene Prototypen auf 30 °C festgelegt. Hierzu musste eine Klimaanlage in den Fahrzeugen installiert, eine Abnahme beantragt und von dem ACO genehmigt werden. Das Mindestgewicht der LMP1- und LMP2-Fahrzeuge wurde um 25 kg auf 925 kg bzw. 725 kg angehoben. In den Richtlinien zur Betankung wurde als Treibstoff nun auch Diesel berücksichtigt.

### Rennstrecken
Die Rennserie umfasste weiterhin fünf Meisterschaftsläufe. Neu im Rennkalender war das Rennen in Donington, dafür musste der Lauf in Silverstone weichen. Das ursprünglich am 24. September geplante Rennen in Monza musste zum Saisonanfang abgesagt werden, da dem Kurs durch eine Bürgerinitiative eine Lärmbeschränkung auferlegt wurde. Als Ersatzevent konnte kurzfristig das 1000-km-Rennen auf dem Circuito del Jarama organisiert werden.

### Fahrzeuge
In der LMP1 wurden 2006 eine Reihe von neuen Fahrzeugen eingesetzt. Außer den Weiterentwicklungen von Creation, Dome, Lister Storm, Lola und Zytek wurden auch zwei völlig neu entwickelte Wagen vorgestellt. Auf der einen Seite der Lavaggi LS1, der entgegen ursprünglichen Aussagen von Giovanni Lavaggi erst Ende 2006 in Jarama einsatzfähig war und auf der anderen Seite Courage. Diese stellte auf dem Genfer Auto-Salon 2006 den LC70 offiziell vor. Das Fahrzeug wurde so gestaltet, dass es mit geringfügigen Änderungen sowohl in der LMP1 als auch in der LMP2-Klasse antreten konnte. Für die LMP2 entwickelte Radical einen neuen Prototyp, der zu LMS-Vortests auf dem Circuit Paul Ricard fertiggestellt wurde.
2006 wurde die von Michelotto in Italien aufgebaute GT2-Version des Ferrari F430 zum ersten Mal beim 12-Stunden-Rennen von Sebring eingesetzt. In der Le Mans Series ersetzte er bei allen Teams den ebenfalls von Michelotto gefertigten Ferrari F360 GTC.

## Teams und Fahrer

### LMP1
Das Werksteam der Zytek Group, das im letzten Jahr den Vizetitel in der LMP1-Klasse holen konnte, trat 2006 mit einem weiterentwickelten Chassis an, musste aber das Rennen in der Türkei auslassen, da sich die Fertigstellung des Fahrzeugs verzögerte. Außerdem fehlte das Team beim Monza-Ersatzevent in Jarama, um seinen Prototyp rechtzeitig nach Road Atlanta zu transportieren und am einzigen 4-Stunden-Rennen der American Le Mans Series 2006 teilzunehmen. Lavaggi Sport, ebenfalls durch Probleme mit der Entwicklung seines Prototyps im Zeitplan zurückgeworfen, konnte erst am letzten Saisonlauf in Jarama teilnehmen. Mit Xavier Pompidou holte sich Teameigner Giovanni Lavaggi einen erfahrenen GT-Piloten ins Cockpit des Lavaggi LS1.
Das Courage Compétition Team verstärkte sein Engagement in der Le Mans Serie und setzte ab dem 1000-km-Rennen von Spa-Francorchamps einen weiteren Courage LC70 ein. Dabei wurde das Team unter anderem durch die beiden ehemaligen Formel-1-Fahrer Shinji Nakano und Jean-Marc Gounon verstärkt. Darüber hinaus verkaufte der französische Rennwagenhersteller einen weiteren Prototyp an das neu gegründete Kundenteam Swiss Spirit Racing. Dieses Team, geleitet von Serge Saulnier mit Sitz in Magny-Cours, setzte in seiner ersten Saison auf einen Judd-Motor und auf die Schweizer Piloten Harold Primat und Marcel Fässler. Ein weiterer Neuling in der Le Mans Serie war das britische Protran Competition Team, das ab dem 1000-km-Rennen in Belgien seine Weiterentwicklung auf Basis des Reynard 2KQ an den Start brachte. Der Titelträger der Le Mans Endurance Series 2005, Pescarolo Sport, verstärkte seinen Fahrerkader für die Rennen in Deutschland, England und Spanien um den Le-Mans-Sieger Éric Hélary und den ehemaligen World-Series-by-Nissan-Pilot Didier André.
| Team                           | Chassis                 | Motor                    | Reifen | Nr. | Stammfahrer                                   | Ersatzfahrer                                |
| ------------------------------ | ----------------------- | ------------------------ | ------ | --- | --------------------------------------------- | ------------------------------------------- |
| Zytek Engineering              | Zytek 06S               | Zytek 2ZG408             | M      | 2   | Stefan Johansson Hideki Noda                  | John Nielsen Casper Elgaard Philip Andersen |
| Lavaggi Sport                  | Lavaggi LS1             | Ford-PME                 | D      | 3   | Giovanni Lavaggi Xavier Pompidou              |                                             |
| Swiss Spirit                   | Courage LC70            | Judd GV5 S2              | M      | 5   | Harold Primat Marcel Fässler                  |                                             |
| Lister Storm Racing            | Lister Storm LMP Hybrid | Chevrolet LS6            | D      | 6   | Justin Keen Nicolas Kiesa Jens Møller         |                                             |
| Creation Autosportif           | Creation CA06/H         | Judd GV5 S2              | M      | 9   | Giuseppe Gabbiani Felipe Ortiz                | Nicolas Minassian Jamie Campbell-Walter     |
| Creation Autosportif           | Creation CA06/H         | Judd GV5 S2              | M      | 10  | Nicolas Minassian Kevin McGarrity             |                                             |
| Courage Compétition            | Courage LC70            | Mugen MF458S             | Y      | 12  | Jean-Marc Gounon Alexander Frei Gregor Fisken |                                             |
| Courage Compétition            | Courage LC70            | Mugen MF458S             | Y      | 13  | Shinji Nakano Haruki Kurosawa                 | Jean-Marc Gounon                            |
| Racing for Holland             | Dome S101Hb             | Mugen MF408S Judd GV5 S2 | D      | 14  | Jan Lammers Alex Yoong                        |                                             |
| ProTran Competition            | ProTran RS06/H          | Judd GV5 S2              | D      | 15  | Kevin McGarrity Paul Cope Ben Collins         | Phil Bennett                                |
| Pescarolo Sport                | Pescarolo C60           | Judd GV5 S2              | M      | 17  | Emmanuel Collard Jean-Christophe Boullion     | Éric Hélary Didier André                    |
| Chamberlain-Synergy Motorsport | Lola B06/10             | AER P32                  | D      | 19  | Bob Berridge Gareth Evans Peter Owen          |                                             |

### LMP2
Da die Fahrer des Klassensiegers 2005 in die LMP1-Klasse abwanderten, wurde der nun frei werdende Lola B05/40 für das ASM Team Racing for Portugal vorbereitet. Während der erste Einsatz der drei iberischen Fahrer noch unter der Nennung des Chamberlain-Synergy Team erfolgte, fuhren Miguel Amaral, Miguel Angel de Casto und Angel Burgueño ab dem Rennen auf dem Nürburgring ohne Beteiligung der britischen Vorbesitzer. Einen weiteren Lola B05/40 setzte das Team von Binnie Motorsport ein. Der Vorjahresmotor wurde durch einen Zytek ZG348 ersetzt, da das Aggregat von Nicholson-McLaren bei zwei von drei Einsätzen den Dienst vorzeitig quittierte. Teameigner und Fahrer William Binnie teilte sich das Cockpit unter anderem mit Sam Hancock, dem LMP2-Meister der Le Mans Endurance Series 2004. Die stärkste Fraktion in der LMP2 2006 stellte Courage mit insgesamt fünf Prototypen des Typs C65 verteilt auf vier Kundenteams. Paul Belmondo Racing, das einzige Team mit zwei Fahrzeugen in der LMP2, musste aus finanziellen Gründen und nach dem Wechsel von Didier André zu Pescarolo Sport, eines seiner beiden Fahrzeuge noch vor dem Saisonende verkaufen. Auch G-Force Racing konnte die Saison nicht in ihrer Anfangsstärke beenden. Die Nennung übernahm das deutsche Team von Kruse Motorsport, die jedoch ab dem 1000-km-Rennen von Donington unter eigenen Namen antraten. Juan Barazi, der 2005 beim Petit Le Mans bereits für Kruse Motorsport einen Courage steuern konnte, gründete in der Winterpause ein neues Team unter dem Namen Barazi-Epsilon. Das Team unter Leitung von Michel Leconte wurde von Epsilon Euskadi unterstützt, die bereits in der Formel Renault 3.5 Erfahrung sammelten.
| Team                                                        | Chassis          | Motor           | Reifen | Nr. | Stammfahrer                                         | Ersatzfahrer                                    |
| ----------------------------------------------------------- | ---------------- | --------------- | ------ | --- | --------------------------------------------------- | ----------------------------------------------- |
| Pierre Bruneau                                              | Pilbeam MP93     | Judd XV675      | M      | 20  | Marc Rostan Pierre Bruneau                          |                                                 |
| Team Bruichladdich Radical                                  | Radical SR9      | AER P07         | D      | 21  | Tim Greaves Stuart Moseley                          |                                                 |
| Rollcentre Racing                                           | Radical SR9      | Judd XV675      | D      | 22  | João Barbosa Martin Short                           | Rob Barff Gregor Fisken Tim Greaves             |
| Binnie Motorsports                                          | Lola B05/42      | Zytek ZG348     | M      | 24  | William Binnie Allen Timpany Sam Hancock            |                                                 |
| RML                                                         | MG-Lola EX264    | AER P07         | M      | 25  | Mike Newton Thomas Erdos                            |                                                 |
| Ramoero Ramdaccio                                           | Lucchini LMP2/04 | Judd XV675      | D      | 28  | Ranieri Randaccio Fabio Mancini Gianni Collini      |                                                 |
| Barazi Epsilon                                              | Courage C65      | AER P07         | M      | 32  | Juan Barazi Michael Vergers                         | Jean-Philippe Belloc Davide Valsecchi           |
| G-Force Racing Kruse Motorsport                             | Courage C65      | Judd XV675      | D      | 35  | Ed Morris Frank Hahn Jean-François Leroch           | Jan-Dirk Leuders Jens Petersen Christophe Brück |
| Paul Belmondo Racing                                        | Courage C65      | Mecachrome LMP2 | P      | 36  | Claude-Yves Gosselin Pierre Ragues Karim Ojjeh      | Paul Belmondo                                   |
| Paul Belmondo Racing                                        | Courage C65      | Mecachrome LMP2 | P      | 37  | Paul Belmondo Didier André Yann Clairay             |                                                 |
| Chamberlain-Synergy Motorsport ASM Team Racing for Portugal | Lola B05/40      | AER P07         | D      | 39  | Miguel Ángel de Castro Angel Burgueño Miguel Amaral |                                                 |
| ASM Team Racing for Portugal                                | Lola B05/40      | AER P07         | D      | 40  | Miguel Angel de Castro Angel Burgueño Miguel Amaral |                                                 |
| Kruse Motorsport                                            | Courage C65      | Judd XV675      | K      | 44  | Jan-Dirk Leuders Jens Petersen                      | Tony Burgess Norbert Siedler                    |

### GT1
Von den Teams der Vorjahressaison blieben lediglich zwei Wagen übrig. Auf der einen Seite der einzige Ferrari 550 GTS Maranello, der von dem russisch-tschechischen Convers MenX Team eingesetzt wurde. Auf der anderen Seite Cirtek Motorsport, die nun ohne Convers zwei Aston Martin DBR9 einsetzten. Jedoch zog sich das Team nach dem Rennen in Spa aus der Le Mans Series zurück. Eines der beiden Fahrzeuge wurde vom Team Modena übernommen und bis zum Ende der Saison, unter anderem vom ehemaligen Formel-1-Piloten David Brabham, gefahren. Ein weiterer DBR9 wurde vom Aston-Martin-Racing-Larbre-Werksteam in die Nennerliste eingetragen. Während Aston Martin in dem vorangegangenen Jahr bereits einige Einsätze in der American Le Mans Series und beim 24-Stunden-Rennen von Le Mans fuhr, war der Partner Larbre Competition in der FIA-GT-Meisterschaft aktiv. Neben Vincent Vosse verpflichtete das Team FIA-GT-Meister Gabriel Gardel und Pedro Lamy, der bereits 2004 den GTS-Titel für Larbre in der LMES einfahren konnte. Der einzige Saleen S7-R dieser Saison kam von Team ORECA, die ab dem Rennen in Spa an der Meisterschaft teilnahmen. Die beiden ehemaligen GT2-Teams PSI Experience und Luc Alphand Aventures setzten 2006 beide auf einen Chevrolet Corvette. Während die belgische Mannschaft aus der FIA-GT-Meisterschaft einen Vorjahreswagen vom Chevrolet-Werksteam einsetzten, fuhr der ehemalige Ski-Weltcupsieger Luc Alphand eine Corvette älteren Baujahrs.
| Team                          | Chassis                     | Motor            | Reifen | Nr. | Stammfahrer                                               | Ersatzfahrer                 |
| ----------------------------- | --------------------------- | ---------------- | ------ | --- | --------------------------------------------------------- | ---------------------------- |
| Aston Martin Racing Larbre    | Aston Martin DBR9           | Aston Martin     | M      | 50  | Pedro Lamy Gabriele Gardel Vincent Vosse                  |                              |
| B-Racing RS Line Team         | Lamborghini Murciélago R-GT | Lamborghini L535 | D      | 51  | Benjamin Leuenberger Norbert Walchhofer Marino Franchitti |                              |
| Team ORECA                    | Saleen S7-R                 | Ford             | M      | 55  | Stéphane Ortelli Soheil Ayari                             |                              |
| Cirtek Motorsport Team Modena | Aston Martin DBR9           | Aston Martin     | M      | 61  | Anthony Kinch Antonio García                              | Richard Lyons                |
| Cirtek Motorsport Team Modena | Aston Martin DBR9           | Aston Martin     | M      | 62  | Peter Hardman Christian Vann Jamie Campbell-Walter        |                              |
| Team Modena                   | Aston Martin DBR9           | Aston Martin     | M      | 63  | Peter Hardman Antonio García                              | David Brabham Christian Vann |
| Convers MenX Team             | Ferrari 550 GTS Maranello   | Ferrari F131     | M      | 67  | Peter Kox Robert Pergl Alexei Igorewitsch Wassiljew       |                              |
| PSI Experience                | Chevrolet Corvette C6.R     | Chevrolet LS7-R  | D      | 70  | Jos Menten Pertti Kuismanen Markus Palttala               |                              |
| Luc Alphand Aventures         | Chevrolet Corvette C5-R     | Chevrolet LS7-R  | M      | 72  | Jérôme Policand Patrice Goueslard Luc Alphand             | Anthony Beltoise             |

### GT2
Durch den Rückzug des Vorjahressiegers Sebah Racing wechselten die beiden Titelverteidiger in unterschiedliche Teams. Während Marc Lieb das Team von Autorlando Sport verstärkte, fuhr der Franzose Xavier Pompidou nur zwei Rennen in der GT2-Kategorie für James Watt Automotive. Daneben starteten noch sieben andere Fahrer in dem britischen Porsche-Team. Mit dem Einzug des neuentwickelten Ferrari F430 erhöhte sich die Anzahl der Ferraris in GT2 um einen Wagen. Anfangs von drei Teams eingesetzt, musste sich das Team Icer Brakes nach dem schweren Unfall beim 1000-km-Rennen von Spa zuerst vom 24-Stunden-Rennen in Le Mans und dann auch aus der Le Mans Serie zurückziehen. Das Fahrzeug wurde von GPC Sport übernommen und ab dem 1000-km-Rennen auf dem Nürburgring eingesetzt. Team LNT wechselte in der Winterpause sein Fahrzeug und trat in der Saison mit zwei Panoz Esperante GTLM an und gab das LMS-Debüt des amerikanischen Sportwagens. Da das britische Team im Vorjahr einen TVR Tuscan T400R einsetzte, verblieb nur noch ein Fahrzeug dieses Typs in der Serie.
| Team                                    | Chassis                | Motor          | Reifen | Nr. | Stammfahrer                                    | Ersatzfahrer                                                             |
| --------------------------------------- | ---------------------- | -------------- | ------ | --- | ---------------------------------------------- | ------------------------------------------------------------------------ |
| Ice Pol Racing Team                     | Porsche 996 GT3 RSR    | Porsche M96/77 | D Y    | 73  | Yves-Emmanuel Lambert Christian Lefort         | Marc Duez Romain Iannetta                                                |
| Perspective Automobiles Thierry Perrier | Porsche 996 GT3 RSR    | Porsche M96/77 | D      | 75  | Philippe Hesnault Nigel Smith                  | João Barbosa Rob Wilson Anthony Beltoise                                 |
| Autolando Sport                         | Porsche 996 GT3 RSR    | Porsche M96/77 | P      | 76  | Marc Lieb Joël Camathias                       |                                                                          |
| Seikel Motorsport                       | Porsche 996 GT3 RSR    | Porsche M96/77 | Y      | 77  | Tony Burgess Philip Collin Tim Bergmeister     |                                                                          |
| Autolando Sport                         | Porsche 996 GT3 RSR    | Porsche M96/77 | P      | 78  | Gunnar Kristensen Allan Simonsen               | Jens Edman                                                               |
| Farnbacher Racing                       | Porsche 996 GT3 RSR    | Porsche M96/77 | D      | 80  | Lars-Erik Nielsen Marco Seefried               | Ian Baas                                                                 |
| Team LNT                                | Panoz Esperante GT-LM  | Élan           | P      | 81  | Warren Hughes Robert Bell                      |                                                                          |
| Team LNT                                | Panoz Esperante GT-LM  | Élan           | P      | 82  | Lawrence Tomlinson Richard Dean                | Tom Kimber-Smith Marc Hynes                                              |
| G.P.C. Sport                            | Ferrari F430 GTC       | Ferrari F136   | P      | 83  | Stefano Zonca Andrea Belicchi Marco Cioci      |                                                                          |
| G.P.C. Sport Team Icer Brakes           | Ferrari F430 GTC       | Ferrari F136   | D      | 84  | Jesús Díez Villarroel Peter Sundberg           |                                                                          |
| Spyker Squadron b.v.                    | Spyker C8 Spyder GT2-R | Audi           | D      | 85  | Jeroen Bleekemolen Mike Hezemans               | Jonny Kane                                                               |
| Spyker Squadron b.v.                    | Spyker C8 Spyder GT2-R | Audi           | D      | 86  | Jonny Kane Donny Crevels Tom Coronel           | Peter Dumbreck                                                           |
| Farnbacher Racing                       | Porsche 996 GT3 RSR    | Porsche M96/77 | D      | 90  | Pierre Ehret Dominik Farnbacher                | Marco Seefried                                                           |
| T2M Motorsport                          | Porsche 996 GT3 RS     | Porsche M96/77 | D      | 91  | Miro Konopka Yutaka Yamagishi Tor Graves       | Robin Liddell Marc Basseng                                               |
| IMSA Performance Matmut                 | Porsche 996 GT3 RSR    | Porsche M96/77 | D      | 92  | Christophe Bouchut Raymond Narac               | Sébastien Dumez                                                          |
| Racesport Peninsula TVR                 | TVR Tuscan T400R       | TVR Speed Six  | D      | 95  | John Hartshorne Iain Dockerill Nigel Greensall |                                                                          |
| James Watt Automotive                   | Porsche 996 GT3 RSR    | Porsche M96/77 | D      | 96  | Paul Daniels Xavier Pompidou                   | Peter Cook Jack Elsegood Wolfgang Kaufmann Bo McCormick Bryce Washington |
| G.P.C. Sport                            | Ferrari F430 GTC       | Ferrari F136   | P      | 97  | Luca Drudi Gabrio Rosa                         | Fabrizio de Simone Andrea Montermini                                     |
| Virgo Motorsport                        | Ferrari F430 GTC       | Ferrari F136   | D      | 99  | Dan Eagling Tim Sugden                         | Ian Khan                                                                 |

## Ergebnisse

### Rennkalender
Gesamtsieger sind fett hervorgehoben.
| Nr. | Datum         | Rennname / Rennstrecke                                            | Klasse | Team                         | Sieger                                                 | Fahrzeug              |
| --- | ------------- | ----------------------------------------------------------------- | ------ | ---------------------------- | ------------------------------------------------------ | --------------------- |
| 1   | 9. April      | 1000-km-Rennen von Istanbul Istanbul Park Circuit                 | LMP1   | Pescarolo Sport              | Emmanuel Collard Jean-Christophe Boullion              | Pescarolo C60         |
| 1   | 9. April      | 1000-km-Rennen von Istanbul Istanbul Park Circuit                 | LMP2   | Barazi-Epsilon               | Michel Vergers Juan Barazi Jean-Philippe Belloc        | Courage C65           |
| 1   | 9. April      | 1000-km-Rennen von Istanbul Istanbul Park Circuit                 | GT1    | Aston Martin Racing Labre    | Pedro Lamy Gabriele Gardel Vincent Vosse               | Aston Martin DBR9     |
| 1   | 9. April      | 1000-km-Rennen von Istanbul Istanbul Park Circuit                 | GT2    | G.P.C. Sport                 | Luca Drudi Gabrio Rosa Fabrizio De Simone              | Ferrari F430GTC       |
|     |               |                                                                   |        |                              |                                                        |                       |
| 2   | 14. Mai       | 1000-km-Rennen von Spa-Francorchamps Circuit de Spa-Francorchamps | LMP1   | Pescarolo Sport              | Emmanuel Collard Jean-Christophe Boullion              | Pescarolo C60         |
| 2   | 14. Mai       | 1000-km-Rennen von Spa-Francorchamps Circuit de Spa-Francorchamps | LMP2   | Chamberlain-Synergy          | Miguel Amaral Miguel Ángel de Castro Angel Burgueño    | Lola B05/40           |
| 2   | 14. Mai       | 1000-km-Rennen von Spa-Francorchamps Circuit de Spa-Francorchamps | GT1    | Team Oreca                   | Stéphane Ortelli Soheil Ayari                          | Saleen S7R            |
| 2   | 14. Mai       | 1000-km-Rennen von Spa-Francorchamps Circuit de Spa-Francorchamps | GT2    | Autorlando Sport             | Marc Lieb Joël Camathias                               | Porsche 996 GT3 RSR   |
|     |               |                                                                   |        |                              |                                                        |                       |
| 3   | 16. Juli      | 1000-km-Rennen auf dem Nürburgring Nürburgring                    | LMP1   | Pescarolo Sport              | Emmanuel Collard Jean-Christophe Boullion Éric Hélary  | Pescarolo C60         |
| 3   | 16. Juli      | 1000-km-Rennen auf dem Nürburgring Nürburgring                    | LMP2   | ASM Team Racing for Portugal | Miguel Amaral Miguel Angel de Castro Angel Burgueño    | Lola B05/40           |
| 3   | 16. Juli      | 1000-km-Rennen auf dem Nürburgring Nürburgring                    | GT1    | Aston Martin Racing Labre    | Pedro Lamy Gabriele Gardel Vincent Vosse               | Aston Martin DBR9     |
| 3   | 16. Juli      | 1000-km-Rennen auf dem Nürburgring Nürburgring                    | GT2    | G.P.C. Sport                 | Stefano Zonca Andrea Belicchi Marco Cioci              | Ferrari F430GTC       |
|     |               |                                                                   |        |                              |                                                        |                       |
| 4   | 27. August    | 1000-km-Rennen von Donington Donington Park                       | LMP1   | Pescarolo Sport              | Emmanuel Collard Jean-Christophe Boullion Didier André | Pescarolo C60         |
| 4   | 27. August    | 1000-km-Rennen von Donington Donington Park                       | LMP2   | RML                          | Mike Newton Thomas Erdos                               | MG-Lola EX264         |
| 4   | 27. August    | 1000-km-Rennen von Donington Donington Park                       | GT1    | Team Modena                  | Antonio García Peter Hardman                           | Aston Martin DBR9     |
| 4   | 27. August    | 1000-km-Rennen von Donington Donington Park                       | GT2    | Team LNT                     | Warren Hughes Rob Bell                                 | Panoz Esperante GT LM |
|     |               |                                                                   |        |                              |                                                        |                       |
| 5   | 24. September | 1000-km-Rennen von Jarama Circuito del Jarama                     | LMP1   | Pescarolo Sport              | Emmanuel Collard Jean-Christophe Boullion Didier André | Pescarolo C60         |
| 5   | 24. September | 1000-km-Rennen von Jarama Circuito del Jarama                     | LMP2   | ASM Team Racing for Portugal | Miguel Amaral Miguel Angel de Castro Angel Burgueño    | Lola B05/40           |
| 5   | 24. September | 1000-km-Rennen von Jarama Circuito del Jarama                     | GT1    | Team Oreca                   | Stéphane Ortelli Soheil Ayari                          | Saleen S7R            |
| 5   | 24. September | 1000-km-Rennen von Jarama Circuito del Jarama                     | GT2    | Team LNT                     | Warren Hughes Rob Bell                                 | Panoz Esperante GT LM |

### 1000 km Istanbul
| LMP1 | Gesamt | Fahrer                                              | Team                           | Zeit        |
| ---- | ------ | --------------------------------------------------- | ------------------------------ | ----------- |
| 1    | 1      | Emmanuel Collard Jean-Christophe Boullion           | Pescarolo Sport                | 4:01:42,625 |
| 2    | 3      | Justin Keen Nicolas Kiesa Jens Møller               | Lister Storm Racing            | +7 Runden   |
| 3    | 4      | Bob Berridge Gareth Evans Peter Owen                | Chamberlain-Synergy Motorsport | +7 Runden   |
| LMP2 | Gesamt | Fahrer                                              | Team                           | Zeit        |
| 1    | 2      | Michael Vergers Juan Barazi Jean-Philippe Belloc    | Barazi-Epsilon                 | +6 Runden   |
| 2    | 5      | Marc Rostan Pierre Bruneau                          | Pierre Bruneau                 | +9 Runden   |
| 3    | 7      | Ed Morris Frank Hahn Jean-François Leroch           | G-Force Racing                 | +9 Runden   |
| GT1  | Gesamt | Fahrer                                              | Team                           | Zeit        |
| 1    | 6      | Pedro Lamy Gabriele Gardel Vincent Vosse            | Aston Martin Racing Larbre     | +9 Runden   |
| 2    | 9      | Peter Kox Robert Pergl Alexei Igorewitsch Wassiljew | Convers MenX Team              | +10 Runden  |
| 3    | 10     | Jérôme Policand Patrice Goueslard Anthony Beltoise  | Luc Alphand Aventures          | +11 Runden  |
| GT2  | Gesamt | Fahrer                                              | Team                           | Zeit        |
| 1    | 13     | Luca Drudi Gabrio Rosa Fabrizio de Simone           | G.P.C. Sport                   | +15 Runden  |
| 2    | 14     | Marc Lieb Joël Camathias                            | Autorlando Sport               | +15 Runden  |
| 3    | 15     | Lawrence Tomlinson Richard Dean                     | Team LNT                       | +16 Runden  |

Das 1000-km-Rennen von Istanbul fand am 9. April auf dem Istanbul Park Circuit statt und ging über eine Distanz von 134 Runden à 5,338 km, also insgesamt 715,292 km. Da der Streckenbetreiber nicht genug Treibstoff zur Verfügung stellen konnte, wurde das Rennen bereits nach vier Stunden beendet.
Emmanuel Collard umrundete den Kurs im Qualifying in 1:40,266 und sicherte Pescarolo Sport die erste Pole in dieser Saison. Nur 7/1000 langsamer war Nicolas Minassian im Fahrzeug von Creation Autosportif. Schnellster LMP2 mit 1:42,336 war Thomas Erdos auf der vierten Gesamtposition. In der GT1 fuhr Vincent Vosse die schnellste Qualifikationsrunde. Mit einer Zeit von 1:48,180 umrundete er den Kurs fast acht Sekunden schneller als Peter Sundberg im Ferrari F430 vom Team Icer Brakes.
In der ersten Runde verliert Emmanuel Collard die Führung an Minassian, kann sich aber nach 45 Minuten kurzzeitig wieder an die Spitze setzen. Nach einem erfolgreichen Gegenangriff des Creation kann Collard erst nach einem schnelleren Boxenstopp wieder in Führung gehen. Eine halbe Stunde später muss Nicolas Minassian seinen Prototyp mit einem Getriebeschaden in der Box abstellen. Stärkster Verfolger ist nun Michael Vergers, der Führende der LMP2. Eine Stunde vor Rennende beträgt der Vorsprung bereits vier Runden, da der Werkscourage mit einer defekten Servolenkung das Rennen vorzeitig beenden musste. Trotz des großen Vorsprungs fährt Jean-Christoph Boullion im Pescarolo in Runde 101 eine 1:10,281. Diese Zeit kann bis zum Rennende niemand mehr unterbieten. Im Ziel beträgt der Vorsprung nun sieben Runden vor den beiden verblieben LMP1 von Lister Storm Racing und Chamberlain Synergy.
Beim Start kommt es zu einer Kollision zwischen Thomas Erdos und Jean-Marc Gounon, die für den Lola von RML in der Boxenmauer endet. Das Fahrzeug kann zwar die Box anfahren, verliert aber bei der Reparatur 26 Runden auf den schnellsten LMP2. Die Klassenführung übernimmt Michael Vergers im Courage von Barazi-Epsilon. Nachdem sich João Barbosa in der ersten Stunde durch einen Dreher zurückfällt, kann er sich bis zur dritten Rennstunde, als zweitschnellster LMP2 auf dem vierten Gesamtrang vorkämpfen. In den Händen von Martin Short überholt der Radical sogar Garath Evans in einem LMP1. Allerdings fällt das Fahrzeug zehn Minuten vor Rennende mit einem Motorschaden aus. Somit überquert der Courage C65 von Barazi-Epsilon die Ziellinie auf den zweiten Gesamtrang. Das bedeutet den Klassensieg in der LMP2 und drei Runden Vorsprung gegenüber den verfolgenden Teams von Pierre Bruneau und G-Force Racing.
In der GT1 gewinnt Pedro Lamy das Startduell und führt vor der Corvette von Jos Menten. Durch einen frühen Boxenstopp des Aston Martin geht der Wagen von PSI Experiance in Führung. In der 30. Runde muss auch Jos Menten an die Box und fällt auf den dritten Platz in der GT1 zurück. Sowohl Lamy als auch der Ferrari des Convers MenX Team können vorbeiziehen. Rund eine Stunde später muss die Corvette mit einem Defekt an der Lichtmaschine aufgegeben werden. Den Podiumsplatz übernimmt das Team von Luc Alphand Aventure. Bis zum Rennende bleibt die Reihenfolge bestehen, so gewinnt Aston Martin Team Larbre mit Pedro Lamy, Gabriele Gardel und Vincent Vosse den Klassensieg der GT1.
Richard Dean führt nach der ersten Runde die GT2-Klasse an, verliert die Position aber nach rund 30 Minuten an Fabrizio de Simon. Zunächst kann sich Simon vom Rest des GT2-Feldes etwas absetzen, verliert dann jedoch Boden an den Porsche des Autorlando Sport Teams. Die Führung wechselt innerhalb des Rennens mehrfach zwischen diesen beiden Fahrzeugen. Sechs Runden vor Rennende übernimmt Gabrio Rosa die GT2-Führung von Marc Lieb und fährt den ersten Ferrari F430-Sieg in der Le Mans Series ein. Das Podium komplettiert Lawrence Tomlison und Richard Dean für das Team LNT.

### 1000 km Spa-Francorchamps
| LMP1 | Gesamt | Fahrer                                              | Team                | Zeit        |
| ---- | ------ | --------------------------------------------------- | ------------------- | ----------- |
| 1    | 1      | Emmanuel Collard Jean-Christophe Boullion           | Pescarolo Sport     | 6:01:35,407 |
| 2    | 2      | Harold Primat Marcel Fässler                        | Swiss Spirit        | +1 Runde    |
| 3    | 3      | John Nielsen Casper Elgaard Philip Andersen         | Zytek Engineering   | +2 Runden   |
| LMP2 | Gesamt | Fahrer                                              | Team                | Zeit        |
| 1    | 4      | Miguel Amaral Miguel Angel de Castro Angel Burgueño | Chamberlain-Synergy | +2 Runden   |
| 2    | 5      | Mike Newton Thomas Erdos                            | RML                 | +3 Runden   |
| 3    | 6      | William Binnie Allen Timpany Sam Hancook            | Binnie Motorsport   | +5 Runden   |
| GT1  | Gesamt | Fahrer                                              | Team                | Zeit        |
| 1    | 7      | Stéphane Ortelli Soheil Ayari                       | Team ORECA          | +5 Runden   |
| 2    | 9      | Antonio García Richard Lyons                        | Cirtek Motorsport   | +6 Runden   |
| 3    | 10     | Pertti Kuismanen Jos Menten Markus Palttala         | PSI Experience      | +8 Runden   |
| GT2  | Gesamt | Fahrer                                              | Team                | Zeit        |
| 1    | 15     | Marc Lieb Joël Camathias                            | Autorlando Sport    | +11 Runden  |
| 2    | 16     | Lawrence Tomlinson Richard Dean Tom Kimber-Smith    | Team LNT            | +12 Runden  |
| 3    | 17     | Dan Eagling Tim Sugden                              | Virgo Motorsport    | +12 Runden  |

Die 1000 km von Spa-Francorchamps fanden am 14. Mai statt und gingen über eine Distanz von 134 Runden à 6,976 km, also insgesamt 934,784 km.
In der Qualifikation umrundete Marcel Fässler den nassen Kurs in 2:19,538 und stellte somit den Courage LC70 auf die Pole-Position, gefolgt von Casper Elgaard im Werkszytek. Thomas Erdos fuhr mit einer Zeit von 1:22,435 auf dem vierten Gesamtplatz und war daher bestplatzierter LMP2. Als schnellster GT1 qualifizierte sich Antonio García. Er umrundete den Kurs in 2:26,813. Christoph Bouchut sicherte IMSA Performance die Pole-Position in der GT2. Mit einer Rundenzeit von 2:30,262 war er mehr als drei Sekunden schneller als alle anderen GT2-Teilnehmer.
Beim Start kommt die Spitze ohne Probleme durch die Radillon, dahinter dreht sich Kevin McGarrity und verursacht ein Massenunfall, bei dem insgesamt drei weitere Fahrzeuge irreparabel beschädigt werden. Das Safety Car wird auf die Strecke geschickt und nach einer halben Stunde wird das Rennen erneut freigegeben. Kurz darauf verlässt Peter Owen die Strecke in der Eau Rouge und schlägt heftig in die Streckenbegrenzung. Das Safety Car muss erneut auf die Strecke. Gut eine Stunde nach Rennanfang wird das Rennen freigegeben. Marcel Fässler führt, wird aber bereits in der ersten Runde von Jean-Marc Gounon überholt. In der dritten Rennstunde übernimmt Jean-Christophe Boullion die Führung und baut diese weiter aus. Kurz vor einer weiteren Safety-Car-Phase beträgt der Vorsprung auf das zweitplatzierte Fahrzeug eine Runde. Nach Freigabe des Rennens überholt erst Marcel Fässler, dann auch Casper Elgaard den bis dahin zweitplatzierten Miguel Amaral. Bis zum Ende des Rennens passiert in der Spitze nichts mehr, somit gewinnt Pescarolo Sport das zweite Rennen in der Saison.
Nach den beiden Unfällen in der Anfangsphase führt in der LMP2 Thomas Erdos. Allerdings muss er die Führung in Runde 21 abgeben, nachdem er sich einen Reifenschaden eingefangen hat. Die Klassenführung übernimmt der Prototyp von Chamberlain Motorsport. In der vierten Rennstunde kann Angel Burgueño auf den zweiten Gesamtrang vorfahren, verliert aber eine Runde auf das Fahrerduo Boullion-Collard bis zur nächsten Safety-Car-Phase in der fünften Rennstunde. Rund 20 Minuten vor Rennende dreht sich Miguel Amaral mit seinem Lola und muss Casper Elgaard vorbeiziehen lassen. Da das Team aber eine Runde Vorsprung auf den zweitplatzierten LMP2 hat, reicht es dennoch für den ersten Klassensieg.
In der GT1 ist Antonio García der Führende nach den beiden Safety-Car-Phasen, gefolgt von Stéphane Ortelli, der nach 30 Minuten Garcia überholt. Jedoch kann sich Antonio García in der vierten Rennstunde die Klassenführung wieder erfahren, um sie eine halbe Stunde vor Rennende erneut an den Wagen vom Team ORECA zu verlieren. Soheil Ayari, der nun am Steuer des Saleen S7-R sitzt, baut die Führung bis zum Rennende weiter aus und sichert ORECA den ersten Klassensieg 2006.
Nach Freigabe des Rennens führt Tim Sugden im Ferrari F430 in der GT2, gefolgt von Dominik Farnbacher im Porsche 996 GT3. Der Porsche bekommt jedoch bald Getriebeprobleme und muss unplanmäßig die Box aufsuchen. Innerhalb von einer Stunde verliert Sudgen vier Plätze, somit wechselt die Führung der GT2 zu Christophe Bouchut. Bei der Fahrzeugübergabe kann Marc Lieb in Führung gehen, muss aber seinerseits den Platz wieder an den Ferrari von Virgo Motorsport abtreten. Eine Stunde vor Rennende holt sich Lieb die Führung wieder zurück und Sugden muss auch den Panoz von Team LNT ziehen lassen.

### 1000 km Nürburgring
| LMP1 | Gesamt | Fahrer                                                | Team                         | Zeit        |
| ---- | ------ | ----------------------------------------------------- | ---------------------------- | ----------- |
| 1    | 1      | Emmanuel Collard Jean-Christophe Boullion Éric Hélary | Pescarolo Sport              | 6:00:26,030 |
| 2    | 2      | Nicolas Minassian Felipe Ortiz Giuseppe Gabbiani      | Creation Autosportif         | +3 Runden   |
| 3    | 3      | Jan Lammers Alex Yoong                                | Racing for Holland           | +3 Runden   |
| LMP2 | Gesamt | Fahrer                                                | Team                         | Zeit        |
| 1    | 5      | Miguel Amaral Miguel Angel de Castro Angel Burgueño   | ASM Team Racing for Portugal | +6 Runden   |
| 2    | 5      | William Binnie Allen Timpany Sam Hancock              | Binnie Motorsport            | +7 Runden   |
| 3    | 8      | Martin Short Joao Barbosa                             | Rollcentre Racing            | +8 Runden   |
| GT1  | Gesamt | Fahrer                                                | Team                         | Zeit        |
| 1    | 10     | Pedro Lamy Gabriele Gardel Vincent Vosse              | Aston Martin Racing Larbre   | +12 Runden  |
| 2    | 11     | Jérôme Policand Patrice Goueslard Luc Alphand         | Luc Alphand Aventures        | +12 Runden  |
| 3    | 13     | Peter Kox Robert Pergl Alexei Igorewitsch Wassiljew   | Covers MenX Team             | +13 Runden  |
| GT2  | Gesamt | Fahrer                                                | Team                         | Zeit        |
| 1    | 16     | Stefano Zonca Andrea Belicchi Marco Cioci             | G.P.C. Sport                 | +18 Runden  |
| 2    | 18     | Marc Lieb Joël Camathias                              | Autorlando Sport             | +19 Runden  |
| 3    | 19     | Jeroen Bleekemolen Mike Hezemans                      | Spyker Squadron              | +19 Runden  |

Die 1000 km vom Nürburgring fanden am 16. Juli statt und gingen über eine Distanz von 189 Runden à 5,137 km, also insgesamt 970,893 km.
Nicolas Minassian sicherte sich in der Qualifikation die Pole-Position. Er umrundete den Kurs in 1:44,850, knapp 0,7 Sekunden schneller als Emanuel Collard, der die erste Startreihe vervollständigt. Schnellster LMP2 ist erneut Thomas Erdos im Lola EX264. Er erreichte eine Zeit von 1:46,672 und startete das Rennen vom siebten Gesamtplatz. In der GT1 sicherte sich Stéphane Ortelli den besten Startplatz vor Antonio García. Die dreizehnte Startreihe ging komplett an beide Ferrari F430 von G.P.C. Sport, die mit 2:00,017 und 2:00,088 die schnellsten GT2-Fahrzeuge waren.
In der ersten Runde, kann Shinji Nakano kurzzeitig in Führung gehen, wird einige Runden später aber von Collard überholt. Kurz darauf wird der Japaner in die Box geschoben um Reparaturen am Fahrzeug vorzunehmen. Der Wagen von Pescarolo Sport führt, wird aber langsam von Jean-Marc Gounon eingeholt, der nach rund eineinhalb Stunden versucht an Collard vorbei zu gehen. Die beiden Fahrzeuge berühren sich, aber nur der Courage verliert dabei Zeit. Nach der Übergabe des Führungsfahrzeugs an Jean-Christophe Boullion kann dieser sich von seinen Verfolgern absetzen. Beide Werkscourage müssen unplanmäßig an die Box um Reparaturen am Motor durchzuführen. In der vierten Stunde können Jan Lammers und Alex Yoong am Creation vorbeigehen und sind somit direkt hinter dem führenden EÉric Hélary. Wenige Minuten vor Rennende gerät Alex Yoong unter Druck von Nicolas Minassian. Zwei Minuten vor Rennende macht Yoong einen Fahrfehler, Minassian überholt den Dome und beendet das Rennen auf dem zweiten Platz.
In der LMP2 beendet Michael Vergers die erste Runde als Klassenführender, der jedoch bereits in der dritten Runde mit Problemen in die Box fährt. Die Führung übernimmt erst der Radical von Stuart Moseley, dann Thomas Erdos und nach einem langen Boxenstopp des Klassenführenden João Barbosa. Der baut die Führung in der LMP2 weiter aus und übergibt an Martin Short. 90 Minuten vor Rennende verliert der Radical einen Platz an Erdos, der kurz darauf durchs Kiesbett fährt. Der Lola vom ASM Team kann in Führung gehen. 15 Minuten vor Rennende kommt es bei einem Überholmanöver zwischen dem führenden LMP2 und João Barbosa zu einer Kollision. Barbosa muss an die Box um sich eine neue Motorhaube zu holen, während der Lola eine Stop-and-Go-Strafe absitzen muss. Die Boxencrew von Rollcentre benötigt mehr Zeit zum Wechsel und somit gewinnt ASM die LMP2-Klasse.
Stéphane Ortelli kann seine Position in der Qualifikation in eine Klassenführung umwandeln und baut schnell einen Abstand zwischen sich und dem Rest des GT1-Feldes auf. Nach Halbzeit wird das Fahrzeug plötzlich langsamer und fährt Rundenzeiten auf Niveau der GT2. In der letzten Rennstunde wird der Saleen in die Box geschoben um Reparaturen am Motor vorzunehmen. Die Führung übernimmt Gabriele Gardel. Nach einem Reifenschaden fällt Patrice Goueslard auf den dritten Platz zurück, kann aber gut 50 Minuten vor Rennende den Ferrari F550 von Peter Kox überholen. Kurz vor Rennende kommt der führende GT1 in die Box. Vincent Vosse übernimmt das Steuer des Aston Martins, um nicht wegen Unterschreitung der Mindestfahrzeit aus der Wertung genommen zu werden. Trotz des unplanmäßigen Stopps siegen Lamy, Gardel und Vosse in der GT1.
In der GT2 führen beide Fahrzeuge von G.P.C. Sport. Marc Lieb kann langsam auf die beiden Ferraris aufschließen und geht nach einer Kollision von Fabrizio de Simone und einem Spyker in Führung. Nach Rennhalbzeit übergibt Lieb sein Fahrzeug an Joël Camathias. Kurz darauf muss das Safety-Car auf die Strecke und der Ferrari von G.P.C. Sport kommt an die Box Box. Durch den Stopp unter Gelb führt Marco Cioci nun knapp 90 Sekunden vor Camathias. Bis zum Rennende gibt es keine Veränderungen in der Rangfolge und G.P.C. Sport fährt seinen zweiten Klassensieg in der Saison ein.

### 1000 km Donington
| LMP1 | Gesamt | Fahrer                                                 | Team                  | Zeit        |
| ---- | ------ | ------------------------------------------------------ | --------------------- | ----------- |
| 1    | 1      | Emmanuel Collard Jean-Christophe Boullion Didier André | Pescarolo Sport       | 5:59:26,921 |
| 2    | 2      | Nicolas Minassian Kevin McGarrity                      | Creation Autosportif  | +2 Runden   |
| 3    | 3      | Jamie Campbell-Walter Felipe Ortiz Giuseppe Gabbiani   | Creation Autosportif  | +4 Runden   |
| LMP2 | Gesamt | Fahrer                                                 | Team                  | Zeit        |
| 1    | 4      | Mike Newton Thomas Erdos                               | RML                   | +10 Runden  |
| 2    | 10     | Marc Rostan Pierre Bruneau                             | Pierre Bruneau        | +22 Runden  |
| 3    | 13     | William Binnie Allen Timpany Sam Hancock               | Binnie Motorsport     | +28 Runden  |
| GT1  | Gesamt | Fahrer                                                 | Team                  | Zeit        |
| 1    | 6      | Antonio García Peter Hardman                           | Team Modena           | +16 Runden  |
| 2    | 7      | Jérôme Policand Patrice Goueslard Luc Alphand          | Luc Alphand Aventures | +16 Runden  |
| 3    | 8      | Peter Kox Robert Pergl Alexei Igorewitsch Wassiljew    | Covers MenX Team      | +18 Runden  |
| GT2  | Gesamt | Fahrer                                                 | Team                  | Zeit        |
| 1    | 11     | Warren Hughes Robert Bell                              | Team LNT              | +25 Runden  |
| 2    | 12     | Marc Lieb Joël Camathias                               | Autorlando Sport      | +26 Runden  |
| 3    | 14     | Luca Drudi Gabrio Rosa Andrea Montermini               | G.P.C. Sport          | +28 Runden  |

Das 1000-km-Rennen von Donington fand am 16. August statt und ging über eine Distanz von 249 Runden à 4,023 km, also insgesamt 1001,727 km.
Jean-Marc Gounon sicherte sich mit einer Rundenzeit von 1:20,756 die Pole-Position, vor Stefan Johansson, Jean-Christophe Boullion und Jamie Campbell-Walter. 200 ms trennten dabei Campbell-Walter von Gounon. Schnellster LMP2 war erneut Thomas Erdos im Lola EX264. Er umrundete den Kurs in 1:21,557 und startete somit im Rennen vom achten Startplatz. Mit einer Rundenzeit von 1:27.390 sicherte sich Pedro Lamy die beste Platzierung in der GT1, während Tim Sudgen auf Startposition 26, die beste Qualifikationszeit in der GT2 absolvierte.
Beim fliegenden Start kann sich Nideki Noda kurzzeitig in Führung setzten, wird aber bereits in der ersten Runde wieder vom Pole-Setter Gounon überholt. Jean-Christophe Boullion überfährt die Pfosten in der Schikane und handelt sich damit eine Stop-and-Go-Strafe ein. Er hält regelwidrig und erhält dafür eine weitere Stop-and-Go-Strafe. In der dritten Rennstunde kann Stefan Johansson von der dritten Position in Führung gehen. Jedoch muss Johannson nach knapp einer Stunde an der Spitze des Feldes in die Box. Zunächst kann der Zytek mit einem blockierenden Hinterrad nicht sofort anfahren, später muss das Fahrzeug mit Kupplungsproblemen endgültig abgestellt werden. Zwei Stunden vor Rennende geht Didier André in Führung und siegt für Pescarolo Sport vor beiden Fahrzeugen von Creation Autosportif.
In der LMP2 kann Thomas Erdos seine Klassenführung halten, muss sich aber nach 30 Minuten Sam Hancock geschlagen geben. Während Erdos sich kurz darauf einen Reifenschaden einfährt, verliert Hancook die Kontrolle über sein Fahrzeug und steht für mehrere Minuten abseits der Strecke. João Barbosa nutzt die Probleme und geht in Führung. Durch zahlreiche technische Defekte wird das Feld der LMP2 stark ausgedünnt. Wenige Minuten vor Rennende wird auch das Fahrzeug von Martin Short und João Barbosa in die Box geschoben. Die Probleme am Anlasser können nicht repariert werden. So gewinnen am Ende Mike Newton und Thomas Erdos die LMP2.
Stéphane Ortelli kann in der ersten Runde an Pedro Lamy vorbeigehen, handelt sich aber, wie Boullion, für das Überfahren der Pfosten eine Stop-and-Go-Strafe ein. Vor Beginn der zweiten Rennstunde geht Ortelli wieder in Führung, muss den Saleen jedoch später mit einem Motorschaden abstellen. In Führung liegt nun die Corvette von Luc Alphand Aventures. Zwei Runden vor Rennende bekommt Jérôme Policand Probleme mit seinen Bremsen und muss Antonio García in der letzten Runde ziehen lassen. So fährt das britische Team auf heimischen Boden zum ersten Klassensieg der Saison.
In der GT2 führt zunächst Tim Sugden, wird aber nach zehn Minuten von Andrea Montermini überholt. Vor dem Ende der ersten Rennstunde kann Robert Bell in Führung gehen und hält diese Position bis zur fünften Rennstunde. Jedoch kann Andrea Montermini wieder aufschließen und überholt den nun fahrenden Warren Hughes. Knapp zehn Minuten später steht Montermini, nach einer Kollision mit dem Protran RS06/H, im Kiesbett. Der Ferrari von G.P.C. Sport verliert zwei Runden auf den nun erneut führenden Hughes und beendet das Rennen hinter Marc Lieb auf dem dritten Platz in der GT2.

### 1000 km Jarama
| LMP1 | Gesamt | Fahrer                                                 | Team                       | Zeit        |
| ---- | ------ | ------------------------------------------------------ | -------------------------- | ----------- |
| 1    | 1      | Emmanuel Collard Jean-Christophe Boullion Didier André | Pescarolo Sport            | 6:01:01,399 |
| 2    | 3      | Harold Primat Marcel Fässler                           | Swiss Spirit               | +5 Runden   |
| 3    | 4      | Nicolas Minassian Felipe Ortiz Giuseppe Gabbiani       | Creation Autosportif       | +7 Runden   |
| LMP2 | Gesamt | Fahrer                                                 | Team                       | Zeit        |
| 1    | 2      | Miguel Amaral Miguel Angel de Castro Angel Burgueño    | ASM Team                   | +4 Runden   |
| 2    | 11     | Jan-Dirk Leuders Jens Petersen Norbert Siedler         | Kruse Motorsport           | +18 Runden  |
| 3    | 13     | Marc Rostan Pierre Bruneau                             | Pierre Bruneau             | +23 Runden  |
| GT1  | Gesamt | Fahrer                                                 | Team                       | Zeit        |
| 1    | 6      | Stéphane Ortelli Soheil Ayari                          | Team ORECA                 | +11 Runden  |
| 2    | 7      | Pedro Lamy Gabriele Gardel Vincent Vosse               | Aston Martin Racing Larbre | +12 Runden  |
| 3    | 8      | Antonio García David Brabham Peter Hardman             | Team Modena                | +13 Runden  |
| GT2  | Gesamt | Fahrer                                                 | Team                       | Zeit        |
| 1    | 14     | Warren Hughes Robert Bell                              | Team LNT                   | +23 Runden  |
| 2    | 15     | Gunnar Kristensen Allan Simonsen                       | Autorlando Sport           | +23 Runden  |
| 3    | 16     | Jonny Kane Peter Dumbreck                              | Spyker Squadron b.v.       | +23 Runden  |

Die 1000 km von Jarama fanden am 24. September auf dem Circuito del Jarama statt und gingen über eine Distanz von 237 Runden à 3,850 km, also insgesamt 912,45 km.
In der Qualifikation sicherte sich Jean-Christoph Boullion die zweite Poleposition in der Saison. Er umrundete den Kurs in einer Zeit von 1:23,242, während in der LMP2 Thomas Erdos die fünfte Qualifikationsbestzeit im fünften Rennen einfuhr. Seine Rundenzeit betrug 1:24,473, damit startete er im Rennen von der vierten Gesamtposition. In der großen GT-Klasse konnte Stephané Ortelli, mit einer Rundenzeit von 1:28,736, sich auf der fünfzehnten Startposition qualifizieren. Marc Lieb sicherte Autorlando Sport die erste GT2-Poleposition in dieser Saison. Er fuhr in 1:32,365 um den Kurs und war somit mehr als 1,5 Sekunden schneller als Fabrizio de Simone.
Emmanuel Collard kann beim Start des Rennens die Pole-Position seines Teamgefährten in eine Führung umwandeln. Dahinter folgt Jean-Marc Gounon, der bis zu seinem Ausfall mit Getriebeproblemen kurz vor Anbruch der dritten Rennstunde mehrfach Collard kurzzeitig überholt. Nun ist der Courage des Swiss Spirit Team der ärgste Verfolger der französischen Pescarolo Sport Mannschaft. Aber auch der Courage von Swiss Spirit fällt 4,5 Stunden nach Rennbeginn aus. So gewinnen Collard, André und Boullion nicht nur alle Rennen dieser Saison, sondern verteidigen auch ihren Titel.
In der LMP2 führt Thomas Erdos das Rennen an, wird aber rund zehn Minuten nach dem Start von Miguel Angel de Castro überholt. Das ASM Team kann die Führung bis zur dritten Rennstunde halten, bis João Barbosa im Radical SR9 überholt. Barbosa übergibt den Wagen kurz darauf an Rob Barff, der einige Minuten später die Strecke verlässt und die Klassenführung somit wieder verliert. Kurz darauf muss Barff das Fahrzeug mit einem Getriebeschaden endgültig abstellen. Die gewonnene Führung gibt das Team von Miguel Angel de Castro, Angel Burgueño und Miguel Amaral bis zum Rennende nicht mehr her. Dahinter, auf einem sicheren zweiten Platz, erleidet das Fahrzeug von Erdos fünf Minuten vor Rennende einen kapitalen Motorschaden. Durch den Ausfall verspielen Mike Newton und Thomas Erdos die Meisterschaft der LMP2.
Jos Menten beendet die erste Runde in der GT1-Klasse als Führender, wird jedoch nach 20 Minuten von Stéphane Ortelli überholt. Ortelli kann danach seine Führung weiter ausbauen, während die Position hinter dem Fahrzeug von ORECA mehrfach wechselt. Letztlich etabliert sich dahinter Gabriele Gardel. Eine Stunde vor Rennende kann Antonio García zur nun drittplatzierten Corvette von PSI Experiance aufschließen. Nach einem Positionskampf über mehrere Runden schiebt sich Garcia auf den dritten Platz der GT1.
In der GT2 führt Marc Lieb, gefolgt von Fabrizio de Simone. Zwischen beiden Fahrzeugen kommt es im Laufe der ersten Stunde zum Kontakt und Simone dreht sich und verliert Zeit. Einige Zeit später kommt es zur Safety-Car-Phase nach dem Unfall des GT2-Piloten Yves Lambert. Kurz vor der erneuten Freigabe des Rennens ereilt den Autolando Porsche von Lieb und Joël Camathias ein kapitaler Getriebeschaden. Dadurch kann Luca Drudi in Führung gehen, gefolgt von Warren Hughes für das Team LNT. Der Ferrari F430 von G.P.C. Sport führt in der Klasse das Rennen bis zum Ende an, wird aber disqualifiziert, da Fabrizio de Simone mehr als vier Stunden am Steuer seines Fahrzeugs verbracht hat. Daraufhin werden Warren Hughes und Robert Bell zum Klassensieger in der GT2 ernannt.

## Gesamtpunktestand

### Fahrerwertung
Punkte werden an die Fahrer der ersten acht Fahrzeuge der jeweiligen Klasse vergeben. Die Punkte werden wie folgt verteilt: 10-8-6-5-4-3-2-1. Fahrer, die nicht mindestens eine Stunde gefahren sind, erhalten keine Punkte. Sollten zwei oder mehrere Fahrer die gleiche Anzahl von Meisterschaftspunkten haben, werden diejenigen besser gestellt, die in der Saison das beste Einzelresultat erzielen konnten. Haben alle Fahrer dasselbe Resultat erzielt, wird demjenigen der Vorrang gegeben, der die meisten Platzierungen mit dem Ergebnis vorweisen kann. Sollten alle Fahrer die gleiche Anzahl an entsprechenden Resultaten haben, wird derjenige besser bewertet, der das relevante Einzelresultat als erstes erzielte. Ansonsten belegen alle Fahrer dieselbe Platzierung.

#### LMP1
Die Fahrermeisterschaft 2006 der LMP1 konnten Emmanuel Collard und Jean-Christophe Boullion bereits vorzeitig beim Lauf in England für sich entscheiden. Mit fünf Siegen in fünf Rennen gewann das Duo nicht nur die Meisterschaft, sondern zog mit sieben Gesamtsiegen auch an Allan McNish vorbei, der bis dahin mit drei Gesamtsiegen der erfolgreichste Pilot der Serie war. Den zweiten Platz erreichte Didier André, der ab dem 1000-km-Rennen von Donington zusammen mit Collard und Boullion Meisterschaftspunkte sammelte.
| Platz | Fahrer                   | Team                           | Lauf 1 | Lauf 2 | Lauf 3 | Lauf 4 | Lauf 5 | Total |
| ----- | ------------------------ | ------------------------------ | ------ | ------ | ------ | ------ | ------ | ----- |
| 1     | Emmanuel Collard         | Pescarolo Sport                | 10     | 10     | 10     | 10     | 10     | 50    |
| =     | Jean-Christophe Boullion | Pescarolo Sport                | 10     | 10     | 10     | 10     | 10     | 50    |
| 2     | Didier André             | Pescarolo Sport                |        |        |        | 10     | 10     | 20    |
| 3     | Felipe Ortiz             | Creation Autosportif           |        |        | 8      | 6      | 6      | 20    |
| =     | Giuseppe Gabbiani        | Creation Autosportif           |        |        | 8      | 6      | 6      | 20    |
| 4     | Bob Berridge             | Chamberlain-Synergy Motorsport | 6      |        | 5      | 4      | 5      | 20    |
| =     | Gareth Evans             | Chamberlain-Synergy Motorsport | 6      |        | 5      | 4      | 5      | 20    |
| 5     | Harold Primat            | Swiss Spirit                   |        | 8      | 3      |        | 8      | 19    |
| =     | Marcel Fässler           | Swiss Spirit                   |        | 8      | 3      |        | 8      | 19    |
| 6     | Nicolas Minassian†       | Creation Autosportif           |        |        | 8      |        | 6      | 14    |
| 7     | Peter Owen               | Chamberlain-Synergy Motorsport |        |        | 5      | 4      | 5      | 14    |
| 8     | Éric Hélary              | Pescarolo Sport                |        |        | 10     |        |        | 10    |
| 9     | Kevin McGarrity          | Creation Autosportif           |        |        | 1      | 8      |        | 9     |
| 10    | Nicolas Kiesa            | Lister Storm Racing            | 8      |        |        |        |        | 8     |
| =     | Jens Møller              | Lister Storm Racing            | 8      |        |        |        |        | 8     |
| 11    | Nicolas Minassian†       | Creation Autosportif           |        |        |        | 8      |        | 8     |
| 12    | Gregor Fisken            | Courage Compétition            |        |        | 2      | 5      |        | 7     |
| =     | Jean-Marc Gounon         | Courage Compétition            |        |        | 2      | 5      |        | 7     |
| =     | Alexander Frei           | Courage Compétition            |        |        | 2      | 5      |        | 7     |
| 13    | John Nielsen             | Zytek Engineering              |        | 6      |        |        |        | 6     |
| =     | Casper Elgaard           | Zytek Engineering              |        | 6      |        |        |        | 6     |
| =     | Philip Andersen          | Zytek Engineering              |        | 6      |        |        |        | 6     |
| =     | Jan Lammers              | Racing for Holland             |        |        | 6      |        |        | 6     |
| 14    | Alex Yoong               | Racing for Holland             |        |        | 6      |        |        | 6     |
| 15    | Jamie Campbell-Walter    | Creation Autosportif           |        |        |        | 6      |        | 6     |
| 16    | Stefan Johansson         | Zytek Engineering              |        |        | 4      |        |        | 4     |
| =     | Hideki Noda              | Zytek Engineering              |        |        | 4      |        |        | 4     |
| 17    | Shinji Nakano            | Courage Compétition            |        |        |        |        | 4      | 4     |
| =     | Haruki Kurosawa          | Courage Compétition            |        |        |        |        | 4      | 4     |
| 18    | Paul Cope                | ProTran Competition            |        |        | 1      |        |        | 1     |
| =     | Ben Collins              | ProTran Competition            |        |        | 1      |        |        | 1     |

† – Die Punkte für Nicolas Minassian wurden getrennt, da Minassian sowohl beiden Fahrzeugen des Teams fuhr. Das Team entschied sich, die maximale Anzahl von Punkten in die Teamwertung einfließen zu lassen.

#### LMP2
Die Fahrerwertung in der LMP2 gewannen Michael Vergers und Juan Barazi erst in den letzten Minuten des 1000-km-Rennens von Jarama. Mit dem technischen Defekt am Motor und dem damit verbundenen Ausfall von Mike Newton und Thomas Erdos wenige Minuten vor Rennende, benötigten die beiden Fahrer von Barazi-Epsilon nur noch drei Punkte. Da zu dem Zeitpunkt jedoch nur noch fünf Prototypen dieser Kategorie im Rennen waren, reduzierte sich die Anforderung auf eine Zielankunft. Obwohl keiner der Fahrer insgesamt mehr Punkte einfuhr als Miguel Angel de Castro und Angel Burgueño, beendete das Duo die Saison nur im Mittelfeld. Aufgrund des Wechsels innerhalb der Saison von Chamberlain-Synergy zum Team von Joao Basso, wurden die Punkte für Läufe ab dem 1000-km-Rennen vom Nürburgring separat gewertet.
| Platz | Fahrer                  | Team                           | Lauf 1 | Lauf 2 | Lauf 3 | Lauf 4 | Lauf 5 | Total |
| ----- | ----------------------- | ------------------------------ | ------ | ------ | ------ | ------ | ------ | ----- |
| 1     | Michael Vergers         | Barazi-Epsilon                 | 10     | 5      | 3      | 5      | 5      | 28    |
| =     | Juan Barazi             | Barazi-Epsilon                 | 10     | 5      | 3      | 5      | 5      | 28    |
| 2     | Mike Newton             | RML                            | 3      | 8      | 5      | 10     |        | 26    |
| =     | Thomas Erdos            | RML                            | 3      | 8      | 5      | 10     |        | 26    |
| 3     | Marc Rostan             | Pierre Bruneau                 | 8      |        | 2      | 8      | 6      | 24    |
| =     | Pierre Bruneau          | Pierre Bruneau                 | 8      |        | 2      | 8      | 6      | 24    |
| 4     | Miguel Angel de Castro† | ASM Team Racing for Portugal   |        |        | 10     |        | 10     | 20    |
| =     | Angel Burgueño†         | ASM Team Racing for Portugal   |        |        | 10     |        | 10     | 20    |
| =     | Miguel Amaral           | ASM Team Racing for Portugal   |        |        | 10     |        | 10     | 20    |
| 5     | Sam Hancock             | Binnie Motorsports             |        | 6      | 8      | 6      |        | 20    |
| =     | Allen Timpany           | Binnie Motorsports             |        | 6      | 8      | 6      |        | 20    |
| 6     | Davide Valsecchi        | Barazi-Epsilon                 |        | 5      |        | 5      | 5      | 15    |
| 7     | William Binnie          | Binnie Motorsports             |        | 0‡     | 8      | 6      |        | 14    |
| 8     | Jean-Philippe Belloc    | Barazi Epsilon                 | 10     |        | 3      |        |        | 13    |
| 9     | Jens Petersen†          | Kruse Motorsport               |        |        |        | 4      | 8      | 12    |
| =     | Jan-Dirk Leuders†       | Kruse Motorsport               |        |        |        | 4      | 8      | 12    |
| 10    | Karim Ojjeh             | Paul Belmondo Racing           | 4      | 4      |        |        | 4      | 12    |
| =     | Pierre Ragues           | Paul Belmondo Racing           | 4      | 4      |        |        | 4      | 12    |
| 11    | Miguel Angel de Castro† | Chamberlain-Synergy Motorsport |        | 10     |        |        |        | 10    |
| =     | Angel Burgueño†         | Chamberlain-Synergy Motorsport |        | 10     |        |        |        | 10    |
| 12    | Norbert Siedler         | Kruse Motorsport               |        |        |        |        | 8      | 8     |
| 13    | Claude-Yves Gosselin    | Paul Belmondo Racing           | 4      | 4      |        |        |        | 8     |
| 14    | Ed Morris               | G-Force Racing                 | 6      |        |        |        |        | 6     |
| =     | Jean-François Leroch    | G-Force Racing                 | 6      |        |        |        |        | 6     |
| 15    | João Barbosa            | Rollcentre Racing              |        |        | 6      |        |        | 6     |
| =     | Martin Short            | Rollcentre Racing              |        |        | 6      |        |        | 6     |
| 16    | Paul Belmondo           | Paul Belmondo Racing           | 5      |        |        |        |        | 5     |
| =     | Didier André            | Paul Belmondo Racing           | 5      |        |        |        |        | 5     |
| =     | Yann Clairay            | Paul Belmondo Racing           | 5      |        |        |        |        | 5     |
| 17    | Tim Greaves             | Team Bruichladdich Radical     |        |        | 4      |        |        | 4     |
| =     | Stuart Moseley          | Team Bruichladdich Radical     |        |        | 4      |        |        | 4     |
| 18    | Tony Burgess            | Kruse Motorsport               |        |        |        | 4      |        | 4     |
| 19    | Christophe Brück        | Kruse Motorsport               |        |        | 1      |        |        | 1     |
| 19    | Jens Petersen†          | Kruse Motorsport               |        |        | 1      |        |        | 1     |
| =     | Jan-Dirk Leuders†       | Kruse Motorsport               |        |        | 1      |        |        | 1     |

† – Fahrer nahmen mit verschiedenen Teams an der Meisterschaft teil, die gesammelten Punkte in verschiedenen Teams werden nicht addiert.

‡ – Fahrer erhielt keine Punkte für den Meisterschaftslauf, da er nicht mindestens eine Stunde im Rennen fuhr.

#### GT1
Die Meisterschaft in der GT1 war bis zum letzten Rennen offen. Insgesamt hatten noch acht Fahrer die Möglichkeit, die Saison für sich zu entscheiden. Die Fahrerpaarung Jérôme Policand und Patrice Goueslard fiel in Jarama mit einer gebrochen Lenkung vorzeitig aus und beendete die Meisterschaft somit auf dem vierten Platz. Peter Kox und Alexei Vailiev beendeten alle Rennen der Saison unter den ersten Vier der GT1 und sammelten somit insgesamt 28 Punkte. Vier Punkte mehr konnten Pedro Lamy, Gabriele Gardell und Vincent Vosse am Ende vorweisen. Mit einem Ausfall in fünf Rennen, aber zwei Klassensiegen gewannen die Fahrer von Aston Martin Racing Larbre letztendlich die Meisterschaft für sich. Ebenfalls unter den Titelkandidaten wäre Antonio García gewesen, wenn er nicht innerhalb der Saison von Cirtek Motorsport zum Team Modena gewechselt wäre. So wurde er, wie sein Teamgefährte Peter Hardman, für beide Teams einzeln gewertet.
| Platz | Fahrer                       | Team                       | Lauf 1 | Lauf 2 | Lauf 3 | Lauf 4 | Lauf 5 | Total |
| ----- | ---------------------------- | -------------------------- | ------ | ------ | ------ | ------ | ------ | ----- |
| 1     | Pedro Lamy                   | Aston Martin Racing Larbre | 10     |        | 10     | 4      | 8      | 32    |
| =     | Gabriele Gardel              | Aston Martin Racing Larbre | 10     |        | 10     | 4      | 8      | 32    |
| =     | Vincent Vosse                | Aston Martin Racing Larbre | 10     |        | 10     | 4      | 8      | 32    |
| 2     | Peter Kox                    | Convers MenX Team          | 8      | 4      | 6      | 6      | 4      | 28    |
| =     | Alexei Igorewitsch Wassiljew | Convers MenX Team          | 8      | 4      | 6      | 6      | 4      | 28    |
| =     | Robert Pergl                 | Convers MenX Team          | 8      | 4      | 6      | 6      | 4      | 28    |
| 3     | Stéphane Ortelli             | Team ORECA                 |        | 10     | 5      |        | 10     | 25    |
| =     | Soheil Ayari                 | Team ORECA                 |        | 10     | 5      |        | 10     | 25    |
| 4     | Jérôme Policand              | Luc Alphand Aventures      | 6      | 3      | 8      | 8      |        | 25    |
| =     | Patrice Goueslard            | Luc Alphand Aventures      | 6      | 3      | 8      | 8      |        | 25    |
| 5     | Antonio García†              | Team Modena                |        |        |        | 10     | 6      | 16    |
| =     | Peter Hardman†               | Team Modena                |        |        |        | 10     | 6      | 16    |
| 6     | Luc Alphand                  | Luc Alphand Aventures      |        |        | 8      | 8      |        | 16    |
| 7     | Pertti Kuismanen             | PSI Experience             |        | 6      |        | 5      | 5      | 16    |
| =     | Jos Menten                   | PSI Experience             |        | 6      |        | 5      | 5      | 16    |
| =     | Jos Menten                   | PSI Experience             |        | 6      |        | 5      | 5      | 16    |
| 8     | Antonio García†              | Cirtek Motorsport          | 5      | 8      |        |        |        | 13    |
| 9     | Peter Hardman†               | Cirtek Motorsport          | 4      | 5      |        |        |        | 9     |
| =     | Christian Vann               | Cirtek Motorsport          | 4      | 5      |        |        |        | 9     |
| 10    | Richard Lyons                | Cirtek Motorsport          |        | 8      |        |        |        | 8     |
| 11    | Anthony Beltoise             | Luc Alphand Aventures      | 6      |        |        |        |        | 6     |
| 12    | David Brabham                | Team Modena                |        |        |        |        | 6      | 6     |
| 13    | Anthony Kinch                | Cirtek Motorsport          | 5      |        |        |        |        | 5     |
| 14    | Jamie Campbell-Walter        | Cirtek Motorsport          |        | 5      |        |        |        | 5     |

† – Fahrer nahmen mit verschiedenen Teams an der Meisterschaft teil, die gesammelten Punkte in verschiedenen Teams werden nicht addiert.

#### GT2
Der Sieg in der GT2-Fahrermeisterschaft ging bereits nach dem Lauf in Donington an Joël Camathias. Marc Lieb, der ursprünglich beim 1000-km-Rennen von Spa wegen Überschreitung der maximalen Fahrzeit von vier Stunden ausgeschlossen wurde, bekam die Punkte am Ende der Saison wieder zurück. Das Team legte beim ACO erfolgreich Protest ein, jedoch blieb Tim Bergmeister und Anthony Beltoise in den ähnlich gelagerten Fällen die Punkte verwehrt. Den Titel Vizemeister sicherten sich durch einen vierten Platz in Jarama die beiden Piloten von Team LNT, Lawrence Tomlinson und Richard Dean.
| Platz | Fahrer                | Team                    | Lauf 1 | Lauf 2 | Lauf 3 | Lauf 4 | Lauf 5 | Total |
| ----- | --------------------- | ----------------------- | ------ | ------ | ------ | ------ | ------ | ----- |
| 1     | Joël Camathias        | Autolando Sport         | 8      | 10     | 8      | 8      |        | 34    |
| =     | Marc Lieb             | Autolando Sport         | 8      | 10     | 8      | 8      |        | 34    |
| 2     | Lawrence Tomlinson    | Team LNT                | 6      | 8      | 2      |        | 5      | 21    |
| =     | Richard Dean          | Team LNT                | 6      | 8      | 2      |        | 5      | 21    |
| 3     | Warren Hughes         | Team LNT                |        |        |        | 10     | 10     | 20    |
| =     | Robert Bell           | Team LNT                |        |        |        | 10     | 10     | 20    |
| 4     | Dan Eagling           | Virgo Motorsport        | 1      | 6      | 5      | 3      | 4      | 19    |
| =     | Tim Sugden            | Virgo Motorsport        | 1      | 6      | 5      | 3      | 4      | 19    |
| 5     | Christophe Bouchut    | IMSA Performance Matmut | 5      | 4      | 3      | 4      | 2      | 18    |
| =     | Raymond Narac         | IMSA Performance Matmut | 5      | 4      | 3      | 4      | 2      | 18    |
| 6     | Luca Drudi            | G.P.C. Sport            | 10     |        | 1      | 6      |        | 17    |
| 7     | Jonny Kane            | Spyker Squadron b.v.    | 2      |        | 4      |        | 6      | 12    |
| 8     | Fabrizio de Simone    | G.P.C. Sport            | 10     |        |        |        |        | 10    |
| 9     | Stefano Zonca         | G.P.C. Sport            |        |        | 10     |        |        | 10    |
| =     | Andrea Belicchi       | G.P.C. Sport            |        |        | 10     |        |        | 10    |
| =     | Marco Cioci           | G.P.C. Sport            |        |        | 10     |        |        | 10    |
| 10    | Jeroen Bleekemolen    | Spyker Squadron b.v.    | 4      |        | 6      |        |        | 10    |
| =     | Mike Hezemans         | Spyker Squadron b.v.    | 4      |        | 6      |        |        | 10    |
| 11    | Marco Seefried        | Farnbacher Racing       |        | 5      |        | 5      |        | 10    |
| 12    | Tom Kimber-Smith      | Team LNT                |        | 8      |        |        |        | 8     |
| 13    | Gunnar Kristensen     | Autolando Sport         |        |        |        |        | 8      | 8     |
| =     | Allan Simonsen        | Autolando Sport         |        |        |        |        | 8      | 8     |
| 14    | Pierre Ehret          | Farnbacher Racing       | 3      |        |        | 5      |        | 8     |
| =     | Dominik Farnbacher    | Farnbacher Racing       | 3      |        |        | 5      |        | 8     |
| 15    | Nigel Smith           | Perspective Automobiles |        | 3      |        | 2      | 3      | 8     |
| 15    | Philippe Hesnault     | Perspective Automobiles |        | 3      |        | 2      | 3      | 8     |
| 16    | Gabrio Rosa           | G.P.C. Sport            | 0†     |        | 1      | 6      |        | 7     |
| 17    | Marc Hynes            | Team LNT                |        |        | 2      |        | 5      | 7     |
| 18    | Andrea Montermini     | G.P.C. Sport            |        |        |        | 6      |        | 6     |
| 19    | Peter Dumbreck        | Spyker Squadron b.v.    |        |        |        |        | 6      | 6     |
| 20    | Sébastian Dumez       | IMSA Performance Matmut | 5      |        |        |        |        | 5     |
| 21    | Lars-Erik Nielsen     | Farnbacher Racing       |        | 5      |        |        |        | 5     |
| 22    | Anthony Beltoise      | Perspective Automobiles |        | 0†     |        | 2      | 3      | 5     |
| 23    | João Barbosa          | Perspective Automobiles |        | 3      |        |        |        | 3     |
| 24    | Donny Crevels         | Spyker Squadron b.v.    | 2      |        |        |        |        | 2     |
| 25    | Tony Burgess          | Seikel Motorsport       |        | 2      |        |        |        | 2     |
| =     | Philip Collin         | Seikel Motorsport       |        | 2      |        |        |        | 2     |
| 26    | Ian Kahn              | Virgo Motorsport        | 1      |        |        |        |        | 1     |
| 27    | Yves-Emmanuel Lambert | Ice Pol Racing Team     | 1      |        |        |        |        | 1     |
| =     | Christian Lefort      | Ice Pol Racing Team     | 1      |        |        |        |        | 1     |
| =     | Romain Ianetta        | Ice Pol Racing Team     | 1      |        |        |        |        | 1     |
| 28    | Wolfgang Kaufmann     | James Watt Automotive   |        |        |        |        | 1      | 1     |
| =     | Peter Cook            | James Watt Automotive   |        |        |        |        | 1      | 1     |
| =     | Paul Daniels          | James Watt Automotive   |        |        |        |        | 1      | 1     |

† – Fahrer erhielt keine Punkte für den Meisterschaftslauf, da er nicht mindestens eine Stunde im Rennen fuhr oder die maximale Fahrzeit von vier Stunden überschritt.

### Teamwertung

#### LMP1
Die Teamwertung konnte die Mannschaft von Henri Pescarolo für sich entschieden. Mit der maximalen Anzahl möglicher Punkte verteidigte Pescarolo Sport den Titel in der LMP1. Zusammen mit Vizemeister Creation Autosportif erhielten beide Teams eine Einladung zum 24-Stunden-Rennen von Le Mans 2007. Chamberlain-Synergy Motorsport verpasste den zweiten Rang nur knapp. Obwohl sie, wie Creation, 20 Meisterschaftspunkte einfahren konnten, entschied das schlechtere Ergebnis beim 1000-km-Rennen von Nürburgring gegen das Team von Hughes Chamberlain.
| Platz | Nr  | Team                           | Chassis                 | Motor         | Lauf 1 | Lauf 2 | Lauf 3 | Lauf 4 | Lauf 5 | Total |
| ----- | --- | ------------------------------ | ----------------------- | ------------- | ------ | ------ | ------ | ------ | ------ | ----- |
| 1     | #17 | Pescarolo Sport                | Pescarolo C60           | Judd GV5 S2   | 10     | 10     | 10     | 10     | 10     | 50    |
| 2     | #9  | Creation Autosportif           | Creation CA06/H         | Judd GV5 S2   |        |        | 8      | 6      | 6      | 20    |
| 3     | #19 | Chamberlain-Synergy Motorsport | Lola B06/10             | AER P32       | 6      |        | 5      | 4      | 5      | 20    |
| 4     | #5  | Swiss Spirit                   | Courage LC70            | Judd GV5 S2   |        | 8      | 3      |        | 8      | 19    |
| 5     | #2  | Zytek Engineering              | Zytek 06S               | Zytek 2ZG408  |        | 6      | 4      |        |        | 10    |
| 6     | #6  | Lister Storm Racing            | Lister Storm LMP Hybrid | Chevrolet LS6 | 8      |        |        |        |        | 8     |
| 7     | #10 | Creation Autosportif           | Creation CA06/H         | Judd GV5 S2   |        |        |        | 8      |        | 8     |
| 8     | #12 | Courage Compétition            | Courage LC70            | Mugen MF458S  |        |        | 2      | 5      |        | 7     |
| 9     | #14 | Racing for Holland             | Dome S101Hb             | Judd GV5 S2   |        |        | 6      |        |        | 6     |
| 10    | #13 | Courage Compétition            | Courage LC70            | Mugen MF458S  |        |        |        |        | 4      | 4     |
| 11    | #15 | ProTran Competition            | ProTran RS06/H          | Judd GV5 S2   |        |        | 1      |        |        | 1     |

#### LMP2
Vor dem letzten Rennen in Jarama hatten noch vier Teams die Möglichkeit, den Teamtitel in der LMP2 zu gewinnen. Mit dem Ausfall von Binnie Motorsports und RML reduzierte sich die Zahl der Kandidaten auf die beiden französischen Mannschaften von Pierre Bruneau und Michel Lecompte. Bruneu benötigte einen Sieg, war aber im Rennen schon mehr als 15 Runden hinter den führenden LMP2 zurückgefallen. Somit gewann Barazi-Epsilon mit einem vierten Platz die Teamwertung und die automatische Einladung zum 24-Stunden-Rennen von Le Mans. Trotz des Ausfalls in Jarama beendete RML die Saison als Vizemeister und erhielt die zweite zu vergebende Einladung für das Rennen in Le Mans 2007.
| Platz | Nr  | Team                           | Chassis       | Motor           | Lauf 1 | Lauf 2 | Lauf 3 | Lauf 4 | Lauf 5 | Total |
| ----- | --- | ------------------------------ | ------------- | --------------- | ------ | ------ | ------ | ------ | ------ | ----- |
| 1     | #32 | Barazi Epsilon                 | Courage C65   | AER P07         | 10     | 5      | 3      | 5      | 5      | 28    |
| 2     | #25 | RML                            | MG-Lola EX264 | AER P07         | 3      | 8      | 5      | 10     |        | 26    |
| 3     | #20 | Pierre Bruneau                 | Pilbeam MP93  | Judd XV675      | 8      |        | 2      | 8      | 6      | 24    |
| 4     | #40 | ASM Team Racing for Portugal   | Lola B05/40   | AER P07         |        |        | 10     |        | 10     | 20    |
| 5     | #24 | Binnie Motorsports             | Lola B05/42   | Zytek ZG348     |        | 6      | 8      | 6      |        | 20    |
| 6     | #44 | Kruse Motorsport               | Courage C65   | Judd XV675      |        |        |        | 4      | 8      | 12    |
| 7     | #36 | Paul Belmondo Racing           | Courage C65   | Ford-Mecachrome | 4      | 4      |        |        | 4      | 12    |
| 8     | #39 | Chamberlain-Synergy Motorsport | Lola B05/40   | AER P07         |        | 10     |        |        |        | 10    |
| 9     | #35 | G-Force Racing                 | Courage C65   | Judd XV675      | 6      |        | 1      |        |        | 7     |
| 10    | #22 | Rollcentre Racing              | Radical SR9   | Judd XV675      |        |        | 6      |        |        | 6     |
| 11    | #37 | Paul Belmondo Racing           | Courage C65   | Ford-Mecachrome | 5      |        |        |        |        | 5     |
| 12    | #21 | Team Bruichladdich Radical     | Radical SR9   | AER P07         |        |        | 4      |        |        | 4     |

#### GT1
In der GT1 konnte die Teamwertung erst im letzten Rennen der Saison entschieden werden. Luc Alphand Aventures, Convers MenX, Aston Martin Racing Larbre und Team ORECA hatten rechnerisch noch die Möglichkeit auf einen Gesamtsieg. Obwohl ORECA das Rennen in Jarama gewann, hätten zum Meistertitel alle andere Titelaspiranten ausfallen müssen. Da sowohl die russisch-tschechische Mannschaft von Yvo Horn als auch das Aston-Martin-Werksteam gewertet wurden, fiel die Entscheidung zwischen diesen beiden Kandidaten. Am Ende beendete Aston Martin Racing Larbre das Rennen auf dem zweiten Platz und sicherte sich so mit dem besseren Ergebnis den Meistertitel in der GT1. Sowohl der Meister als auch der Vizemeister Convers MenX erhielten jeweils eine Einladung zum 24-Stunden-Rennen von Le Mans 2007.
| Platz | Nr  | Team                       | Chassis                   | Motor           | Lauf 1 | Lauf 2 | Lauf 3 | Lauf 4 | Lauf 5 | Total |
| ----- | --- | -------------------------- | ------------------------- | --------------- | ------ | ------ | ------ | ------ | ------ | ----- |
| 1     | #50 | Aston Martin Racing Larbre | Aston Martin DBR9         | Aston Martin    | 10     |        | 10     | 4      | 8      | 32    |
| 2     | #67 | Convers MenX Team          | Ferrari 550 GTS Maranello | Ferrari F131    | 8      | 4      | 6      | 6      | 4      | 28    |
| 3     | #55 | Team ORECA                 | Saleen S7-R               | Ford            |        | 10     | 5      |        | 10     | 25    |
| 4     | #72 | Luc Alphand Aventures      | Chevrolet Corvette C5-R   | Chevrolet LS7-R | 6      | 3      | 8      | 8      |        | 25    |
| 5     | #63 | Team Modena                | Aston Martin DBR9         | Aston Martin    |        |        |        | 10     | 6      | 16    |
| 6     | #70 | PSI Experiance             | Chevrolet Corvette C6.R   | Chevrolet LS7-R |        | 6      |        | 5      | 5      | 16    |
| 7     | #61 | Cirtek Motorsport          | Aston Martin DBR9         | Aston Martin    | 5      | 8      |        |        |        | 13    |
| 8     | #62 | Cirtek Motorsport          | Aston Martin DBR9         | Aston Martin    | 4      | 5      |        |        |        | 9     |

#### GT2
Wie in der Fahrerwertung der GT2 war die Entscheidung zugunsten des Autorlando-Sport-Teams bereits vorzeitig gefallen. Die Vizemeisterschaft und die damit verbundene Einladung zum 24-Stunden-Rennen von Le Mans war jedoch weitaus knapper. Insgesamt sieben Fahrzeuge konnten sich nach dem Lauf in Donington noch Hoffnung auf die Einladung machen. Durch die Disqualifikation des ursprünglichen Klassensiegers G.P.C. Sport und dem damit verbundenen vierten Platz des Panoz Esperante GT-LM mit der Startnummer 82, sicherte sich letztendlich Team LNT eine Startberechtigung für Le Mans 2007.
| Platz | Nr  | Team                    | Chassis                | Motor          | Lauf 1 | Lauf 2 | Lauf 3 | Lauf 4 | Lauf 5 | Total |
| ----- | --- | ----------------------- | ---------------------- | -------------- | ------ | ------ | ------ | ------ | ------ | ----- |
| 1     | #76 | Autolando Sport         | Porsche 996 GT3 RSR    | Porsche M96/77 | 8      | 10     | 8      | 8      |        | 34    |
| 2     | #82 | Team LNT                | Panoz Esperante GT-LM  | Élan           | 6      | 8      | 2      |        | 5      | 21    |
| 3     | #81 | Team LNT                | Panoz Esperante GT-LM  | Élan           |        |        |        | 10     | 10     | 20    |
| 4     | #99 | Virgo Motorsport        | Ferrari F430 GTC       | Ferrari F136   | 1      | 6      | 5      | 3      | 4      | 19    |
| 5     | #92 | IMSA Performance Matmut | Porsche 996 GT3 RSR    | Porsche M96/77 | 5      | 4      | 3      | 4      | 2      | 18    |
| 6     | #97 | G.P.C. Sport            | Ferrari F430 GTC       | Ferrari F136   | 10     |        | 1      | 6      |        | 17    |
| 7     | #86 | Spyker Squadron b.v.    | Spyker C8 Spyder GT2-R | Audi           | 2      |        | 4      |        | 6      | 12    |
| 8     | #83 | G.P.C. Sport            | Ferrari F430 GTC       | Ferrari F136   |        |        | 10     |        |        | 10    |
| 9     | #85 | Spyker Squadron b.v.    | Spyker C8 Spyder GT2-R | Audi           | 4      |        | 6      |        |        | 10    |
| 10    | #78 | Autolando Sport         | Porsche 996 GT3 RSR    | Porsche M96/77 |        |        |        |        | 8      | 8     |
| 11    | #90 | Farnbacher Racing       | Porsche 996 GT3 RSR    | Porsche M96/77 | 3      |        |        | 5      |        | 8     |
| 12    | #75 | Perspective Automobiles | Porsche 996 GT3 RSR    | Porsche M96/77 |        | 3      |        | 2      | 3      | 8     |
| 13    | #80 | Farnbacher Racing       | Porsche 996 GT3 RSR    | Porsche M96/77 |        | 5      |        |        |        | 5     |
| 14    | #77 | Seikel Motorsport       | Porsche 996 GT3 RSR    | Porsche M96/77 |        | 2      |        |        |        | 2     |
| 15    | #73 | Ice Pol Racing Team     | Porsche 996 GT3 RSR    | Porsche M96/77 |        | 1      |        |        |        | 1     |

## Berichterstattung
Eine Live-Übertragung aller fünf Saisonläufe in voller Länge erfolgte durch den Fernsehsender Motors TV. Kommentiert wurde die Sendung von Mark Cole und Carlton Kirby.